# 哈桑区

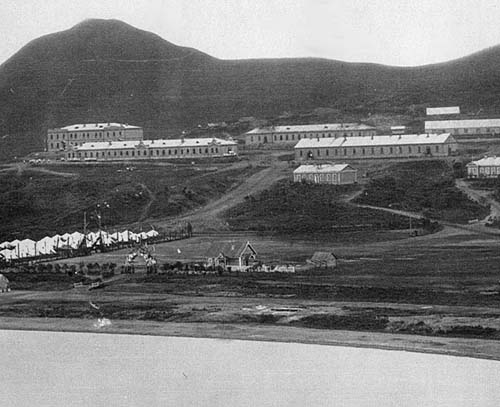
哈桑区“斯拉維揚卡”（Славянка）屯墾區，1900年

哈桑区（俄语：Хаса́нский район）处于俄罗斯滨海边疆区的東南部，与中国和朝鲜接壤，面積4,130平方公里，2010年該區人口35,541。現任區長為維亞切斯拉夫·阿列克謝耶維奇·克雷辛（Крысин Вячеслав Алексеевич）。

## 歷史
哈桑区前身為波西耶特区，1926年4月1日成立，区中心位於斯拉维扬卡。1938年二战前夕大日本帝國和蘇聯於双方边界发生了张鼓峰事件（哈桑湖事件），以日軍战败為终结，苏联为纪念此事件中的阵亡军人，于1939年6月5日将波西耶特区更名为哈桑区。

## 氣候
哈桑区的面积占整个滨海边疆区面积的2.5%，地处沿海，地形多样，河流众多。该地属海洋性温带气候，夏季平均温度在20°到25°之间,夏季降水量占年降水量的70%。

## 行政区划
哈桑区下设6个城市居民点和2个农村居民点（сельское поселение)，6个市級鎮和31村（Село）共37个村级定居点。
| 序号 | 中文名字               | 本地名字 | 行政中心           | 下辖村级单位 数量 | 人口 人 | 面积 km2 |
| ---- | ---------------------- | -------- | ------------------ | ----------------- | ------- | -------- |
| 1    | 扎鲁比诺城市居民点     |          | 扎鲁比诺市级镇     | 6                 | 3,795   | 244.00   |
| 2    | 克拉斯基诺城市居民点   |          | 克拉斯基诺市级镇   | 6                 | 3,708   | 848.05   |
| 3    | 波西耶特城市居民点     |          | 波西耶特市级镇     | 2                 | 2,410   | 119.70   |
| 4    | 普里莫尔斯基居民点     |          | 普里莫尔斯基市级镇 | 1                 | 2,024   | 2.97     |
| 5    | 斯拉维扬卡城市居民点   |          | 斯拉维扬卡市级镇   | 7                 | 13,033  | 466.90   |
| 6    | 哈桑镇城市居民点       |          | 哈桑市级镇         | 2                 | 695     | 46.00    |
| 7    | 巴拉巴什农村居民点     |          | 巴拉巴什村         | 7                 | 6,334   | 488.00   |
| 8    | 别兹韦尔霍沃农村居民点 |          | 别兹韦尔霍沃村     | 6                 | 1,368   | 66.0     |

## 外部連結
- （俄文）http://khasan-district.narod.ru/（页面存档备份，存于）
- （俄文）http://khasan-district.narod.ru/history/mayak.htm（页面存档备份，存于）
- （俄文）http://khasan-district.narod.ru/directory/geograf/krolichiy_o.htm（页面存档备份，存于）
- （俄文）http://khasan-district.narod.ru/directory/geograf/nazimova_m.htm（页面存档备份，存于）
- （俄文）http://khasan-district.narod.ru/directory/geograf/posieta_z.htm（页面存档备份，存于）
- （俄文）哈桑概况（Неофициальный сайт Хасанского района）

42°51′56″N 131°23′07″E / 42.8656°N 131.3853°E